# Греко-саудовские отношения
Греко-саудовские отношения — двусторонние дипломатические отношения между Грецией и  Саудовской Аравией.
- У Греции есть посольство в Эр-Рияде. У Греции также есть Генеральное консульство в Джидде.
- У Саудовской Аравии есть посольство в Афинах.

## Саудовская Аравия
Сауд ибн Абдул-Азиз Аль Сауд, король Саудовской Аравии с 1953 по 1964 год до переезда в Египет жил в изгнании в Греции. Он искал лечение в Греции в конце жизни и умер там в 1969 году. Его называли «идеальным туристом» из-за его "щедрых расходов" в Греции.

## Культурные отношения и греческое сообщество
Число греков, которые живут и работают в Саудовской Аравии, значительно сократилось за последние несколько лет. Большинство греков в Саудовской Аравии живут в западной части страны (Джидда, Янбу). В Джидде есть греческое общество и греческий высокий уровень. школа, однако, есть некоторые греки, живущие в столице страны Эр-Рияде.

## Политические отношения
Политические отношения между Грецией и Саудовской Аравией находятся на очень высоком уровне. Министерства иностранных дел Греции и Саудовской Аравии подписали Меморандум о политических консультациях 8 мая 2007 года, а также существует Саудовская (Консультативная) группа парламентской дружбы. 
Основными направлениями сотрудничества предприятий Греции и Саудовской Аравии являются нефтепродукты и строительство.